# Famille del Marmol
Pour les articles homonymes, voir Del Mármol.
La famille del Marmol est une famille contemporaine de la noblesse belge originaire d'Espagne. Là où la publication belge la plus récente (2008) sur les anciennes familles de Belgique fait remonter sa filiation suivie à Lorenzo del Marmol, époux de Juana de Plasencia, père de Pedro del Marmol († 1582), greffier à la chancellerie de Grenade puis au Conseil royal à Madrid, des publications espagnoles récentes (2014 et 2017) remontent deux générations plus loin à Alfonso de Toledo († 1463) qui habitait la Juderia de Tolède et était médecin du roi Jean II de Castille. En Espagne, les membres de la famille del Marmol firent carrière dans l'administration, l'armée et l'église; le plus connu est sans doute Luis del Mármol.
Andrés del Marmol, descendant de Lorenzo del Marmol, s'établit aux Pays-Bas espagnols au début du XVIIe siècle et fut nommé veedor general et contador de l'armée de Bourgogne en 1640. Il y eut postérité, dont son fils Andrés (alias André), chevalier, qui fut conseiller au Conseil suprême de Flandre à Madrid (1670), conseiller d'État et président du Grand Conseil de Malines (1686), charge conférant noblesse héréditaire.
La branche aînée fut élevée à la noblesse du grand-duché de Luxembourg, avec le titre de baron par ordre de primogéniture en 1843 par le roi Guillaume II des Pays-Bas en tant que grand-duc de Luxembourg, puis fut reconnue noble en Belgique en 1845 et titrée baron pour tous les descendants mâles en 1848 par le roi des Belges.
Le 24 novembre 1883, augmentation d'armoiries à Ferdinand-Guillaume-Joseph-Nicolas, à Charles-Joseph-Victor-Jules, à Ernest-Ferdinand-Louis et à Joseph-Louis-Gustave del Marmol, autorisés à écarteler leurs armes avec celles de Dongelberghe, comme héritiers de la dernière descendante de cette famille.
La branche cadette obtint en 2010 reconnaissance de noblesse en Belgique avec le titre de baron pour tous.

## Origine
La famille del Marmol est originaire d'Espagne. Jean-François Houtart dans Anciennes familles de Belgique (2008) donne la famille del Marmol comme issue de Lorenzo del Marmol, inhumé dans le chœur de l'église Sainte-Marie à Madrid, époux de Juana de Plasencia, père de Pedro del Marmol, († 1582), greffier à la chancellerie de Grenade puis au Conseil royal. Des publications espagnoles récentes, Los Mármol, un linaje de origen converso al servicio de la Monarquía española (2014) et 40 Linajes Madrileños (2017) remontent, elles, deux générations plus loin au Maestre Alfonso de Toledo. Celui-ci est cité pour la première fois en 1433 dans un acte du roi lui octroyant une gratification de 600 maravédis pour ses services. Médecin du roi Jean II de Castille, il habitait la Juderia de Tolède, alors capitale du royaume de Castille. Il était selon toute vraisemblance d’origine judéo convers de deuxième ou troisième génération. Ensuite médecin du roi Henri IV de Castille, Alfonso de Toledo mourut en 1463 et fut enterré dans le caveau familial du monastère de San Pedro Martìr à Tolède.
Une légende familiale prétendait qu’Alfonso de Toledo (alias del Marmol) était arrivé d’Angleterre dans la suite de Catherine de Lancastre lors de son mariage avec Henri III de Castille, mais les études les plus récentes démontrent que cette légende est invraisemblable. Il est probable qu’elle ait été inventée afin de dissimuler l’origine juive de la famille qui, dans l’Espagne des XVe et XVIe siècles, pouvait être un frein à la carrière de ses membres voire représenter un danger durant les périodes les plus actives de l’Inquisition.
Les petits-fils d’Alfonso de Toledo changèrent leur nom de famille en « del Marmol », en référence à la « casa del Marmol », une maison de la Juderia de Tolède située dans la calle del Marmol qui appartenait à Alfonso de Toledo. La maison fut détruite lors de l’édification du monastère de San Juan de los Reyes. En 1590, Bernaldino del Marmol, un descendant du troisième fils d’Alfonso, mentionnera dans le procès visant à prouver la pureté de sang de son cousin Diego Zapata del Marmol que « la casa del Marmol, située à Tolède […] fut la propriété de mes ancêtres et que d’elle vint leur nom ».

## En Espagne
En Espagne, les membres de la famille del Marmol firent carrière dans l'administration, dans l’armée et dans l’église. Ils fondèrent deux majorats dits de « San Nicolas » en 1494 sous le règne des rois catholiques et de « Santa Maria » en 1550 avec autorisation de Charles V,,.
Leur origine judéo convers leur porta préjudice à plusieurs reprises dans leurs carrières, mais la famille fit malgré tout partie des hidalgos (petite noblesse non titrée) de Castille à partir du XVe siècle et deux de ses membres devinrent au XVIIe siècle chevaliers de l'ordre de Santiago qui demandait pourtant pour être reçu chevalier de preuve de noblesse de quatre races, tant du côté paternel que maternel et de prouver que les mêmes ancêtres n’ont point été Juifs, Sarazins, Hérétiques, et qu’ils n’ont point été punis comme tels par le tribunal de l’Inquisition.
Plusieurs membres de la famille del Marmol partiront aux Amériques et une branche s’expatria aux Pays-Bas espagnols en 1618 avec Andrés (alias André) del Marmol, nommé en 1640 veedor general (inspecteur général) et contador de l’armée de Bourgogne et qui fut l'auteur de la famille del Marmol subsistante de nos jours.
Alfonso de Toledo eut quatre fils dont trois eurent une nombreuse descendance. Bien qu'on trouve des porteurs du nom del Marmol en Espagne, en Amérique latine et aux États-Unis, il n’y a pas à ce jour de preuves formelles qu’ils se rattachent à la même souche qu'Alfonso de Toledo et que seule la branche belge de la famille en porte encore le nom, les autres s’étant éteintes.
Les del Marmol s’allieront avec des familles patriciennes de Madrid, notamment avec les Prado (aussi probablement d’origine Judéo convers), qui finiront par hériter des deux majorats del Marmol, les Zapata et les Peñalosa.
Parmi les membres notables de l’époque, on trouve :
- Alonso del Marmol (petit-fils d'Alfonso de Toledo et fils de Juan Alphonso del Marmol installé à Madrid) qui deviendra greffier au conseil royal et secrétaire des rois catholiques Ferdinand et Isabelle[11]. Il sera délégué des hidalgos[12] et du Conseil de Madrid aux Cortès de Toro en 1505[13] pour la nomination de Ferdinand le Catholique comme régent de Castille. Il fonda le premier majorat dit de « San Nicolas » en 1494 pour son fils Juan. Malgré sa position, Alonso del Marmol sera persécuté par l’inquisiteur Rodriguez Lucero pour son origine juive et sa tolérance envers cette communauté[14]. Il fut emprisonné en 1505 et y finira probablement sa vie en 1508[15]. Il eut, entre autres enfants:
  - Juan del Marmol qui hérita du majorat qui reviendra ensuite à sa fille Isabel qui épousa Gaspar de Prado y Loaysa dont la postérité s’éteindra dans les marquis de Claramonte de Arteta[7].
  - Tomás del Marmol qui succéda à son père Alonso del Marmol comme secrétaire du Conseil Royal[16].
- Fernando del Marmol (fils de Lorenzo del Marmol, lui-même petit-fils d'Alfonso de Toledo) épousa Catalina de Peñalosa. Il fonda, en 1550, conjointement avec sa femme, et par octroi de l'empereur Charles Quint, un majorat consistant en maisons situées dans la paroisse de Sainte Marie, à Madrid[7]. Le majorat ira à son fils Lorenzo del Marmol puis à son petit-fils Fernando del Marmol y Toledo qui fera une carrière militaire en Flandre (1571) et finira gouverneur de Rossano en Italie[17],[18]. Ce dernier n’ayant pas de descendance, le majorat passera au fils aîné de sa sœur Catalina, Lorenzo de Prado y Marmol pour arriver trois générations plus tard à Juan de Prado y Marmol, comte de Belmonte de Tajo[7]. Fernando del Marmol eut quatre frères de la deuxième épouse de son père, Juana de Plasencia y Carvajal : Francisco Lopez de Carvajal qui devint chanoine de Saint Domingue (1516, à peine 24 ans après la découverte de Christophe Colomb)[19], Alberto de Carvajal qui accompagna son frère à Saint Domingue[19], Diego del Marmol qui mourut probablement de la peste et Pedro del Marmol, qui suit.
- Pedro del Marmol (fils de Lorenzo del Marmol et de sa deuxième épouse Juana de Plasencia)[20]. Il fut greffier à la chancellerie de Grenade puis au Conseil Royal (1544-1572)[21]. Il eut 11 enfants (huit garçons, trois filles) de trois femmes différentes dont beaucoup firent carrières au sein de l’église, dans les métiers de loi, dans l’administration et dans l’armée. L’origine juive de la famille continua à porter préjudice à plusieurs d’entre eux dont Diego Zapata del Marmol[22] qui se verra refusé la chapellenie royale de Tolède pour ce motif, mais qui obtiendra malgré tout celle de Grenade[23]. Pedro del Marmol se maria une première fois à Maria Vazquez de Utiel, famille probablement d’origine judéo-convers dont il eut deux enfants : Lorenzo del Marmol dont son issus les del Marmol de Belgique et Juan Vazquez del Marmol[24] († vers 1615) qui fut un ecclésiastique érudit et notamment correcteur des livres du roi d'Espagne. Pedro se maria en secondes noces avec Isabel Zapata dont il eut huit enfants, notamment Hernando del Marmol Zapata qui fut procurador general de Madrid por el estado de los caballeros hijosdalgo[25].

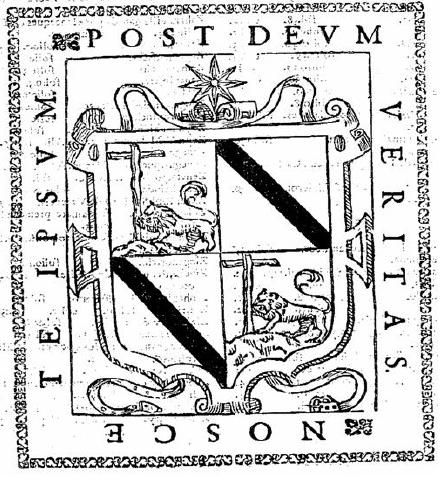
Armes de Luis del Marmol Carvajal

- Luis del Marmol Carjaval[26],[27] (1524 à Grenade-1600), premier fils, illégitime, de Pedro del Marmol (légitimé en 1528 par Charles V). D’abord militaire, il s'engagea à 11 ans dans l’expédition de Charle Quint pour la conquête de Tunis en 1535. Il fut prisonnier pendant près de 8 ans dans différents états islamiques. Appartenant à un groupe de serviteurs chrétiens de la cour de Muhammad al-Sayj, il accompagna le sultan dans son expédition sub-saharienne et y apprendra plusieurs dialectes et cultures tout en collectant des informations sur la géographie locale. Il fut libéré vers 1546 et entreprit un voyage autour de la Méditerranée qui l’amena notamment en Égypte. En 1550 il faisait partie de la garnison espagnole de Sicile et participa à la conquête de la place de Mahdia en Tunisie. Il rentra en Espagne vers 1557 et s’installa à Madrid où il exerça occasionnellement en tant que procureur. Il se maria à Tolède en 1562 avec Maria Ortiz, elle-même probablement d’origine judéo convers avec qui il eut deux filles. Il participa aussi à la sanglante guerre des Alpujarras. Il est l’auteur de deux ouvrages : « Descripción general de África, sus guerras y vicisitudes, desde la fundación del mahometismo hasta el año 1571 » et « Historia del rebelión y castigo de los moriscos del Reino de Granada ». Il resta au contact de la Cour pour son expertise du monde arabe et effectua des travaux d’espionnage au royaume du Portugal à la veille de son occupation par Philippe II. Il sollicita, sans succès, la reconnaissance de ses services auprès du roi, notamment pour le poste d’ambassadeur au Maroc.
- Lorenzo del Marmol (deuxième fils de Pedro del Marmol), participa à la guerre des Alpujarras, dans des fonctions logistiques. Il sera mandaté en 1579 pour faire une tournée d’inspection des audiences de la Tierra Firme à Panama et au Nuevo Reyno de Granada (Colombie)[21]. Il fut ensuite greffier de la chancellerie de Valladolid.
- Juan Vazquez del Marmol (es) (mi-XVIe - † vers 1615), troisième fils de Pedro, ecclésiastique et érudit[24]. Il étudia à l'université de Salamanque en théologie. En 1571, il s'installa à Madrid où il officia en tant que correcteur général des livres pour le Conseil de Castille jusqu'en 1604, où il obtint la chapellenie royale de Grenade. L'Académie royale d'histoire espagnole recense huit de ses œuvres, y compris une traduction de l'Histoire du royaume de Naples (1584).
- Andrés I del Marmol[28] (1560-1644), (fils de Lorenzo, petit-fils de Pedro), licencié en droit (Licenciado), fut avocat des conseils royaux à Madrid et rédigea la biographie du père Geronimo Gracian[29] (1619). Il rejoint son père lors de sa tournée des audiences en Amérique[21] dont la licence de passage date de 1581[30]. Il épousa Leonor Paez de Ecija dont il eut quatre enfants, un fils aîné, Andrés (deuxième du nom), un religieux et deux religieuses.

## Installation aux Pays-Bas auXVIIesiècle

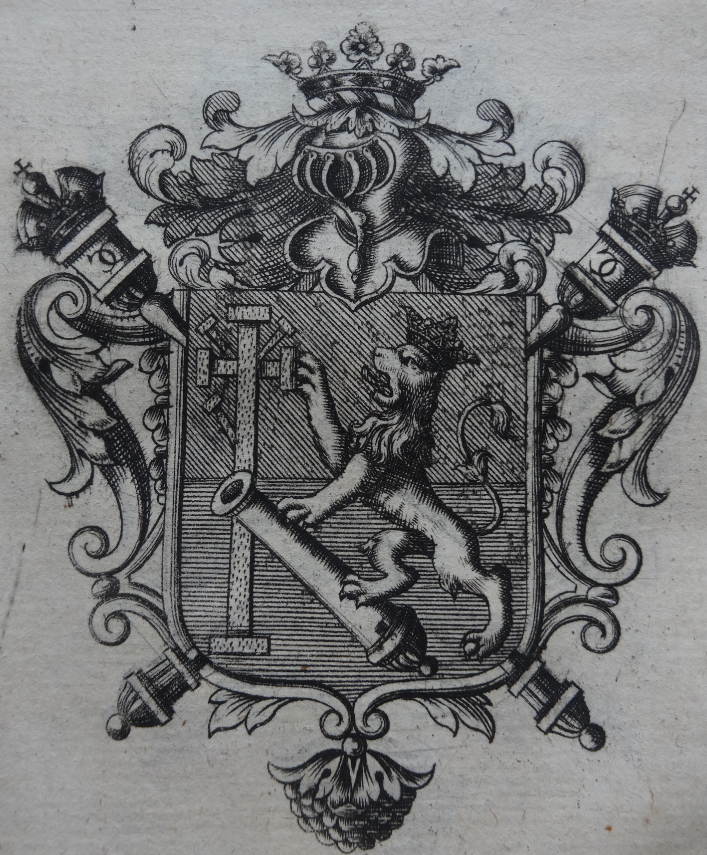
Blason d'André del Marmol, chevalier, président du Grand Conseil de Malines

- Andrés II del Marmol[31] (alias André) (1594-1657) (fils d'Andrés I del Marmol et de Leonor Páez de Ecija) épousa Maria de Ortega et partit en 1618 pour les Pays-Bas Espagnols dans le cadre de sa carrière militaire. En 1640 il fut nommé veedor general et contador de l’armée de Bourgogne. Il resta aux Pays-Bas espagnols et fut inhumé dans le caveau de famille aux Grands-Carmes à Bruxelles. Il fut le père d'André qui suit.
- André III del Marmol (alias Andrés) (1621 Anvers – 1689 Bruxelles), licencié en droit de l’université de Louvain, chevalier, conseiller de l'amirauté suprême (1666), alcade de la cour (1668) membre du Conseil suprême des Pays-Bas à Madrid (1670), conseiller d'État (1670), enfin président du Grand Conseil de Malines (1686)[32],[33],[34],[35],[36].
Il accéda à la noblesse héréditaire[37] aux Pays-Bas en 1686 en tant que président du Grand Conseil de Malines [38],[37] à la suite de la déclaration du Conseil privé en date du 1er mars 1660 que les enfants et descendants des présidents et conseillers du Grand Conseil de Malines doivent être considérés comme nobles[39].
 Il épousa Catherine-Anne Lambrechts, fille de Philippe Lambrechts, seigneur de Campenhout et Ruysbeek et le couple hérita de la propriété de Ruysbeek[40]. Ils eurent quatre enfants, deux filles et deux fils : André François, chevalier de Saint-Jacques, doyen de la cathédrale d'Anvers († 1742) et Laurent-Hyacinthe, qui suit.
- Laurent-Hyacinthe (alias Lorenzo) del Marmol (1659-1731), chevalier de l'ordre militaire de Saint-Jacques[41],[42], page du roi d'Espagne, page du guidon royal, capitaine de cuirassiers[43] (1688). C'est à cette époque qu'il entretint une correspondance soutenue[44] sur les affaires d'Espagne aux Pays-Bas et en particulier sur le déroulement de la guerre de la ligue d'Augsbourg avec Gregorio de Silva Mendoza, duc del Infantado et Manuel Diego López de Zúñiga Mendoza Sotomayor, Xe duc de Béjar. Il fut également grand forestier du duché de Brabant en 1707 et épousa en 1694 Marguerite-Marie-Philippote de Arrazola de Oñate , fille de Jean-Jacques de Arrazola de Oñate, seigneur de Goumont et d'Anne-Isabelle de Cordes, dont il eut : Laurent-Jean-Joseph, qui suit[45]. Les armes de Lorenzo figurèrent sur la maison haute de Boitsfort[46].
- Laurent-Jean-Joseph del Marmol (1695-1731) épousa en 1721 Charlotte-Philippine de Dongelberghe, fille de Charles-Robert de Dongelberghe, baron de Corbeek, et de Marie-Jeanne Van Eyck ; il fut père de : Théodore-Jean-Laurent (1722) qui suit ; André-François del Marmol (1725-1746), lieutenant aux gardes wallones du roi d'Espagne, mort de la dysenterie à Gènes ; Gabriel del Marmol (1729-1783), licencié en droit, contrôleur des fondations pieuses à Bruxelles mort sans alliance[45].
- Théodore-Jean-Laurent del Marmol (1722-1790), échevin de Bruxelles (1750 à 1765), conseiller au conseil souverain de Brabant (1765)[45],[47], reçu au lignage noble de Sleeus du chef de son grand père maternel[48]. Il posséda une bibliothèque de premier plan[49] ainsi qu'une grande collection d'estampes notamment de van Dyck et Rubens[50]. Il épousa en 1745 Marie-Pétronille-Jacqueline de Vleeschoudere puis Isabelle-Marie-Josèphe-Barbe Van de Velde dont il eut entre autres :
- Ferdinand-Charles-Joseph-Victor del Marmol (1760-1854), premier baron del Marmol qui suit.
- Joseph Charles Aloys del Marmol de Saint Marc (1764-1836), député des états de la province de Namur en 1816, marié à Louise Thérèse Josèphe de Le Gros de Marche. Auteur de la branche cadette.
- Théodore-Jean-Laurent (II) del Marmol (1772-1824), chambellan de la reine Hortense de Hollande, chevalier de l'ordre royal de Saint Hubert de Bavière, mort sans alliance, au château d'Arenenberg, en Suisse[34].

## En Belgique

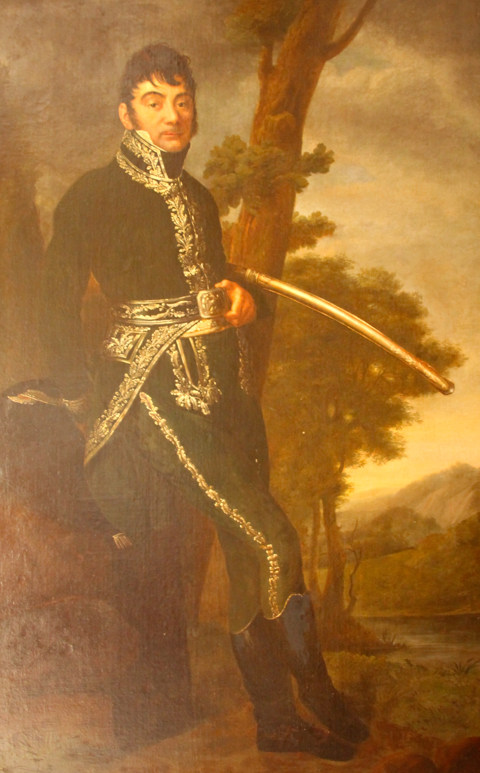
Portrait de Ferdinand Charles Joseph Victor del Marmol (1760-1854), premier baron del Marmol

Ferdinand-Charles-Joseph-Victor del Marmol (1760-1854), premier baron del Marmol, fut successivement greffier au conseil souverain de Brabant, colonel des officiers d'ordonnance du prince Louis Bonaparte, commandant en chef des gardes d'honneur du Nord, inspecteur général des eaux et forêts, administrateur des domaines, eaux et forêts pour les provinces de Liège, de Namur et pour le grand-duché de Luxembourg,. Par diplôme du 22 juillet 1843, le roi des Pays-Bas et grand-duc de Luxembourg Guillaume II, l'éleva lui ainsi que tous ses descendants à la noblesse du grand-duché, avec le titre de baron transmissible par ordre de primogéniture. Il fut reconnu noble en Belgique en 1845 et titré baron par diplôme du 16 août 1848 du roi des Belges Léopold Ier, titre transmissible à tous ses descendants mâles. Il épousa Marie-Antoinette-Victoire Gaudin, d'où trois fils : Ferdinand-Charles-Victor (1797) ; Théodore (1804) et Jules (1804).
Les auteurs de La noblesse belge écrivent sur la famille del Marmol qu'il subsistait en Belgique en 1967 une branche non reconnue noble et une branche aînée reconnue noble en 1845 qui obtint un titre de baron en 1848.
La branche cadette obtint en 2010 reconnaissance de noblesse en Belgique avec le titre de baron pour tous.

## Personnalités
- Jean del Marmol (1901-1971)[56]. Il fut membre du cabinet du ministre des Communications, Maurice Lippens, dont il épousa la fille, Mary, en 1929. Il devint administrateur délégué aux usines de construction métalliques de Braine-le-Comte. Lors de l’invasion de 1940, il fut envoyé en formation dans le sud de la France et n’eut pas le temps de servir sur le champ de bataille. À son retour il prit rapidement contact avec la résistance et joua un rôle de premier plan, décrit en détail dans un livre écrit par le colonel Henri Bernard, en tant que chef d’état-major de l’Armée secrète. Peu avant la mort de Jean Brumagne, Jean del Marmol remplaça son adjoint Pierre Van Dievoet qui avait été envoyé en mission dans la zone III, c'est-à-dire en Flandre[57]. Un des responsables de cette organisation fut pris par la Gestapo en 1944 et révéla les noms d’autres dirigeants sous la torture. Jean del Marmol ne logeait plus chez lui par risque de se faire prendre et les allemands emmenèrent alors sa femme Mary. Elle fut envoyée au camp de concentration de Belzig où elle décéda le 8 septembre 1944[58],[59]. En tant que dirigeant de l’Armée secrète, il prit part à de nombreuses opérations de renseignement et de sabotage. Il fut notamment décoré de la Silver Star (médaille) américaine[60].
- Antoine del Marmol (1904-1981) dit Tony fit une carrière militaire. Il était capitaine lors de la campagne des 18 jours durant la seconde guerre mondiale et, après la reddition de l'armée belge, entreprit de rejoindre l’Angleterre en 1941 via la France, l’Espagne et le Portugal[61]. Il participa à la reconquête du continent dans le 61e régiment de reconnaissance britannique et y fut décoré de la Military Cross par le Maréchal Montgomery[62],[63]. Après la guerre, il rejoignit la section OTAN de la mission militaire belge. Il fut promu général major quelques années plus tard et sera envoyé comme attaché militaire, naval et de l’air pour la Belgique et le grand-duché de Luxembourg au comité militaire de l’OTAN[64],[65]. Au cours de sa carrière il fut distingué à de nombreuses reprises : commandeur de l’ordre de Léopold, officier de l’ordre de la Couronne, officier de l’ordre de Léopold II, croix de guerre 40-45 avec palmes, croix des évadés, officer Legion of Merit (USA)[66],[67]. Il épousa Clotilde Case et n’eut pas de descendance.
- Charles del Marmol[68] (1912-2000), dit Charley. Après la deuxième guerre mondiale, il sera employé par la United Nation Relief and Rehabilitation Administration et prendra en charge un centre de transit pour prisonniers libérés et de personnes déplacées[69]. Il commença sa carrière dans l’organisation patronale Fabrimetal, dont il deviendra secrétaire général[70]. Il enseigna également comme professeur de droit commercial à l’université de Liège et participa à l’élaboration de lois et mémoires[71]. Il fut aussi membre de la commission bancaire et membre de l’Académie royale de Belgique dont il devint directeur de la classe des lettres et des sciences morales et politiques[72] en 1975[73]. Charley fut décoré comme grand officier de l’ordre de Léopold, officier de l’ordre de la Couronne et de l’ordre de Léopold II[74]. Il épousa Jacqueline Louise Fernande Marie Ghislaine Davignon.
- Gérard del Marmol[75],[76] (1923-2004) s’enfuit en Angleterre durant la seconde guerre mondiale, ce qui lui vaudra la croix des évadés[77], afin de s’engager dans ce qui allait devenir la Brigade Piron. Il y sera caporal dans l’escadron des véhicules blindés[78]. Il participa à la bataille de Normandie et y sera blessé à la jambe le 25 août 1944[79]. Après la guerre, il se maria en 1948 avec Leïla Eïd, membre d’une famille d’origine syro-libanaise. Il organisa en 1961 une expédition d’exploration belge au Tibesti[80],[81], au nord du Tchad, à la suite de laquelle il se prit de passion pour le Sahara. Il le parcourra à de nombreuses reprises et il co-rédigea un guide touristique de référence « Sahara » (plus de 700 pages), mis à jour régulièrement jusqu'à sa dernière édition en 1999[75]. Deux documentaires[82] ont été réalisés sur l’une de ses actions humanitaires : « Les récoltes du désert »[83] et « Les moissons du Sahel »[84]. Gérard fut fait officier de l’ordre de la Couronne, chevalier de l’ordre de Leopold et obtiendra la croix de guerre avec palmes[77].

## Armes
Coupé d’azur et de sinople, au lion d’argent, armé et lampassé de gueules, couronné d’or, brochant sur le tout, arrêté et appuyé des deux pattes de devant, et de la sénestre de derrière, contre une colonne d’argent renversée en bande; le chapiteau de la colonne sommé d’une croix haussée et écolée d’or, posée en pal.

## Alliances
La famille del Marmol est alliée notamment aux familles : de la Torre, Zapata, de Miranda, Paez de Ecija, de Ortega, Lambrechts, Arazola de Oñate, de Dongelberghe, van de Velde, Gaudin, Pirard, Simonis, de Dorlodot, Fontainas, Destrivaux, de Le Gros de Marche, Case, Davignon, Eïd, Lamarche, de Montpellier, de Géradon, de Meeûs, de Fabribeckers de Cortils et Grâce, du Couëdic de Kergoaler, de Grand Ry, Hauzeur, Orban de Xivry, t'Serstevens, de Lhoneux, de Broqueville, de Liedekerke-Beaufort, de Croÿ, Colonna di Stigliano, Timmermans, Orban de Xivry etc.

## œuvres écrites par des membres de la famille
- Catalogue de la très précieuse collection d'estampes de Pierre-Paul Rubens et d'Antoine Van Dyck, qui ait jamais existée recueillie avec beaucoup de fraix et de soins par Messire del - Marmol, de son vivant conseiller au Conseil souverain de Brabant, 1794. Cette étude est précédée du Catalogue des tableaux, dessins sculptures et autres objets rares, lesquels ont été trouvés à la mortuaire du fameux peintre, le chevalier P. P. Rubens, l'an 1640, orné de son portrait.

Cette collection del Marmol, décrite par J. A. Rombaut (auteur du livre Bruxelles illustrée), a été vendue en entier 12000 florins à Monsieur Nÿeman, célèbre marchand de tableaux et de dessins de La Haye. À la mort de celui-ci, tout ce qui restait a été vendu publiquement. Un exemplaire de ce catalogue de 1794 (lot 269) fut vendu publiquement au prix de 9 500 francs belges hors frais (21 %) à la Librairie Simonson de Bruxelles le 27 janvier 1990.